# Liste der Kulturdenkmäler in Hamburg-Eißendorf
Die Liste der Kulturdenkmäler in Hamburg-Eißendorf enthält die in der Denkmalliste ausgewiesenen Denkmäler auf dem Gebiet des Stadtteils Eißendorf der Freien und Hansestadt Hamburg.
Basis ist der Datensatz Denkmalliste Hamburg auf dem Transparenzportal Hamburg. Dieser enthält alle Objekte, die rechtskräftig nach dem Hamburger Denkmalschutzgesetz vom 5. April 2013 unter Denkmalschutz stehen (§ 6 Abs. 1 DSchG HA) oder zumindest zeitweise standen. Die Denkmalliste steht auch als PDF-Dokument zur Verfügung. Alle Denkmäler in Eißendorf, die schon nach dem Denkmalschutzgesetz vom 3. Dezember 1973, zuletzt geändert am 27. November 2007, unter Denkmalschutz standen, sind auch auf der Liste der Kulturdenkmäler im Hamburger Bezirk Harburg zu finden.

## Legende
- ID: Gibt die vom Denkmalschutzamt Hamburg vergebene Objekt-ID (Identifikationsnummer) des Kulturdenkmals an, (in Klammern gegebenenfalls die Denkmalnummer nach altem Denkmalschutzgesetz).
- Adresse: Nennt den Straßennamen und, wenn vorhanden, die Hausnummer des Kulturdenkmals. Die Grundsortierung der Liste erfolgt nach dieser Adresse.
- Art: Zeigt an, ob es ein Objekt („O“) oder ein Ensemble („E“) ist.
- Datierung: Gibt die Datierung an; das Jahr der Fertigstellung bzw. den Zeitraum der Errichtung.
- Ensemble: Gibt die Nummer des Ensembles an, zu der das Objekt gehört, bzw. bei Ensembles die Nummer des Ensembles selbst.

Hinweis: Die Grundsortierung der Liste erfolgt nach der Adresse und ist alternativ nach ID, Art (Objekt oder Ensemble), Typ, Datierung, Entwurf oder Kurzbeschreibung sortierbar.

| ID    | Adresse | Art | Typ                                                       | Kurzbeschreibung                                                    | Datierung      | Entwurf                                   | Ensemble | Bild           |
| ----- | --- | --- | --------------------------------------------------------- | ------------------------------------------------------------------- | -------------- | ----------------------------------------- | -------- | -------------- |
| 31208 | Adolf-von-Elm-Hof 1, 2, 3, 4, 5, 6, 7, 8, 9, 10, 11, 12, o.Nr., Mehringweg 1, 3, 5, 7, 9, 11, 13, 15, 17, 19 (Lage) | E   |                                                           | Siedlung Adolf-von-Elm-Hof / Mehringweg                             |                |                                           | 31208    | weitere Bilder |
| 26792 | Adolf-von-Elm-Hof 1 (Lage)                                                                                          | O   | Siedlungsbau                                              |                                                                     | 1928/29        | Berg & Paasche (Berg, Willy/Paasche, Max) | 31208    |                |
| 28227 | Adolf-von-Elm-Hof 2 (Lage)                                                                                          | O   | Siedlungsbau                                              |                                                                     | 1928/29        | Berg & Paasche (Berg, Willy/Paasche, Max) | 31208    |                |
| 28224 | Adolf-von-Elm-Hof 3 (Lage)                                                                                          | O   | Siedlungsbau                                              |                                                                     | 1928/29        | Berg & Paasche (Berg, Willy/Paasche, Max) | 31208    |                |
| 28226 | Adolf-von-Elm-Hof 4 (Lage)                                                                                          | O   | Siedlungsbau                                              |                                                                     | 1928/29        | Berg & Paasche (Berg, Willy/Paasche, Max) | 31208    |                |
| 28225 | Adolf-von-Elm-Hof 5 (Lage)                                                                                          | O   | Siedlungsbau                                              |                                                                     | 1928/29        | Berg & Paasche (Berg, Willy/Paasche, Max) | 31208    |                |
| 28229 | Adolf-von-Elm-Hof 6 (Lage)                                                                                          | O   | Siedlungsbau                                              |                                                                     | 1928/29        | Berg & Paasche (Berg, Willy/Paasche, Max) | 31208    |                |
| 28230 | Adolf-von-Elm-Hof 7 (Lage)                                                                                          | O   | Siedlungsbau                                              |                                                                     | 1928/29        | Berg & Paasche (Berg, Willy/Paasche, Max) | 31208    |                |
| 28231 | Adolf-von-Elm-Hof 8 (Lage)                                                                                          | O   | Siedlungsbau                                              |                                                                     | 1928/29        | Berg & Paasche (Berg, Willy/Paasche, Max) | 31208    |                |
| 28232 | Adolf-von-Elm-Hof 9 (Lage)                                                                                          | O   | Siedlungsbau                                              |                                                                     | 1928/29        | Berg & Paasche (Berg, Willy/Paasche, Max) | 31208    |                |
| 28233 | Adolf-von-Elm-Hof 10 (Lage)                                                                                         | O   | Siedlungsbau                                              |                                                                     | 1928/29        | Berg & Paasche (Berg, Willy/Paasche, Max) | 31208    |                |
| 28228 | Adolf-von-Elm-Hof 11 (Lage)                                                                                         | O   | Siedlungsbau                                              |                                                                     | 1928/29        | Berg & Paasche (Berg, Willy/Paasche, Max) | 31208    |                |
| 28222 | Adolf-von-Elm-Hof 12 (Lage)                                                                                         | O   | Siedlungsbau                                              |                                                                     | 1928/29        | Berg & Paasche (Berg, Willy/Paasche, Max) | 31208    |                |
| 26793 | Adolf-von-Elm-Hof o.Nr. (Lage)                                                                                      | O   | Denkmal                                                   |                                                                     | 1929/30        | o. A.                                     | 31208    |                |
| 31206 | Bandelstraße 2, Bremer Straße 114, 116, 118, 120, 122, 124, 126, 128, 130, 132, 134 (Lage)                          | E   |                                                           | Siedlung Bandelstraße / Bremer Straße                               |                |                                           | 31206    | BW             |
| 26802 | Bandelstraße 2 (Lage)                                                                                               | O   | Siedlungsbau                                              |                                                                     | 1922–1923      | Theil, Eduard/Theil, Ernst                | 31206    |                |
| 26789 | Bremer Straße 114 (Lage)                                                                                            | O   | Siedlungsbau                                              |                                                                     | 1922–1923      | Theil, Eduard/Theil, Ernst                | 31206    |                |
| 28252 | Bremer Straße 116 (Lage)                                                                                            | O   | Siedlungsbau                                              |                                                                     | 1922–1923      | Theil, Eduard/Theil, Ernst                | 31206    |                |
| 28253 | Bremer Straße 118 (Lage)                                                                                            | O   | Siedlungsbau                                              |                                                                     | 1922–1923      | Theil, Eduard/Theil, Ernst                | 31206    |                |
| 28254 | Bremer Straße 120 (Lage)                                                                                            | O   | Siedlungsbau                                              |                                                                     | 1922–1923      | Theil, Eduard/Theil, Ernst                | 31206    |                |
| 28255 | Bremer Straße 122 (Lage)                                                                                            | O   | Siedlungsbau                                              |                                                                     | 1922–1923      | Theil, Eduard/Theil, Ernst                | 31206    |                |
| 28256 | Bremer Straße 124 (Lage)                                                                                            | O   | Siedlungsbau                                              |                                                                     | 1922–1923      | Theil, Eduard/Theil, Ernst                | 31206    |                |
| 28257 | Bremer Straße 126 (Lage)                                                                                            | O   | Siedlungsbau                                              |                                                                     | 1922–1923      | Theil, Eduard/Theil, Ernst                | 31206    |                |
| 28258 | Bremer Straße 128 (Lage)                                                                                            | O   | Siedlungsbau                                              |                                                                     | 1922–1923      | Theil, Eduard/Theil, Ernst                | 31206    |                |
| 28259 | Bremer Straße 130 (Lage)                                                                                            | O   | Siedlungsbau                                              |                                                                     | 1922–1923      | Theil, Eduard/Theil, Ernst                | 31206    |                |
| 28260 | Bremer Straße 132 (Lage)                                                                                            | O   | Siedlungsbau                                              |                                                                     | 1922–1923      | Theil, Eduard/Theil, Ernst                | 31206    |                |
| 28261 | Bremer Straße 134 (Lage)                                                                                            | O   | Siedlungsbau                                              |                                                                     | 1922–1923      | Theil, Eduard/Theil, Ernst                | 31206    |                |
| 26804 | Eichenhöhe o.Nr. (Lage)                                                                                             | O   | Kriegerdenkmal (Kriegerdenkmal 1914/18)                   |                                                                     | o. A.          | o. A.                                     |          | BW             |
| 26800 | Friedhofstraße o.Nr. (Lage)                                                                                         | O   | Kriegerdenkmal (Kriegerdenkmal 1914/18)                   |                                                                     | 1917–22        | o. A.                                     |          |                |
| 26797 | Gazertstraße 58 (Lage)                                                                                              | O   | Gedenktafel                                               | Wilhelm-Hastedt-Gedenktafel                                         | o. A.          | o. A.                                     |          |                |
| 26803 | Göhlbachtal 102 (Lage)                                                                                              | O   | Wohnwirtschaftsgebäude                                    |                                                                     | 1815, vermutl. | o. A.                                     |          |                |
| 26791 | Göhlbachtal 113 (Lage)                                                                                              | O   | Wohngebäude (ländlich)                                    |                                                                     | 1880           | o. A.                                     |          |                |
| 28212 | Große Straße 4 (Lage)                                                                                               | O   | Wohnwirtschaftsgebäude                                    |                                                                     | 1902           | Bardowicks, Martin                        |          |                |
| 28211 | Hainholzweg 52 (Lage)                                                                                               | O   | Kirchengebäude                                            | Apostelkirche                                                       | 1959, um       | Schmidt & Kraul                           |          | weitere Bilder |
| 29855 | In der Alten Forst 1 (Lage)                                                                                         | O   | Schulanlage (Turnhalle; Verwaltungsgebäude; Schulgebäude) | Schulanlage mit Turnhalle, Verwaltungsgebäude und 21 Schulpavillons | 1965           | Seitz, Paul (Hochbauamt)                  |          | weitere Bilder |
| 31205 | Kirchenhang 21 (Lage)                                                                                               | E   |                                                           | Lutherkirche Eißendorf                                              |                |                                           | 31205    |                |
| 26142 | Kirchenhang 21 (Lage)                                                                                               | O   | Pastorat                                                  | Pastorat der Lutherkirche                                           | 1905           |                                           | 31205    |                |
| 28210 | Kirchenhang 21 (Lage)                                                                                               | O   | Kirchengebäude                                            | Lutherkirche                                                        | 1906           | Mohrmann, Karl                            | 31205    | weitere Bilder |
| 31207 | Kirchenhang 33, Lübbersweg 3 (Lage)                                                                                 | E   |                                                           | Kirchenhang 33 (Schule) / Lübbersweg 3 (Lehrerwohnung)              |                |                                           | 31207    | BW             |
| 26790 | Kirchenhang 33 (Lage)                                                                                               | O   | Schulgebäude                                              | Ehemalige Schule Kirchenhang, seit 2010 Kita                        | 1901           | o. A.                                     | 31207    | weitere Bilder |
| 26785 | Kirchenhang Ecke Eichenhöhe (Lage)                                                                                  | O   | Kriegerdenkmal (Kriegerdenkmal 1914/18 und 1939/45)       |                                                                     | o. A.          | o. A.                                     |          |                |
| 11769 | Kirchenhang o.Nr. (Lage)                                                                                            | O   | Kriegerdenkmal (Kriegerdenkmal 1914/18)                   |                                                                     | o. A.          | o. A.                                     |          | BW             |
| 26801 | Lübbersweg 3 (Lage)                                                                                                 | O   | Wohngebäude (Lehrerwohnhaus)                              |                                                                     | 1907           | Claren, Rudolf                            | 31207    |                |
| 28214 | Mehringweg 1 (Lage)                                                                                                 | O   | Siedlungsbau                                              |                                                                     | 1928/29        | Berg & Paasche (Berg, Willy/Paasche, Max) | 31208    |                |
| 28215 | Mehringweg 3 (Lage)                                                                                                 | O   | Siedlungsbau                                              |                                                                     | 1928/29        | Berg & Paasche (Berg, Willy/Paasche, Max) | 31208    |                |
| 28221 | Mehringweg 5 (Lage)                                                                                                 | O   | Siedlungsbau                                              |                                                                     | 1928/29        | Berg & Paasche (Berg, Willy/Paasche, Max) | 31208    |                |
| 28216 | Mehringweg 7 (Lage)                                                                                                 | O   | Siedlungsbau                                              |                                                                     | 1928/29        | Berg & Paasche (Berg, Willy/Paasche, Max) | 31208    |                |
| 28234 | Mehringweg 9 (Lage)                                                                                                 | O   | Siedlungsbau                                              |                                                                     | 1928/29        | Berg & Paasche (Berg, Willy/Paasche, Max) | 31208    |                |
| 28217 | Mehringweg 11 (Lage)                                                                                                | O   | Siedlungsbau                                              |                                                                     | 1928/29        | Berg & Paasche (Berg, Willy/Paasche, Max) | 31208    |                |
| 28218 | Mehringweg 13 (Lage)                                                                                                | O   | Siedlungsbau                                              |                                                                     | 1928/29        | Berg & Paasche (Berg, Willy/Paasche, Max) | 31208    |                |
| 28219 | Mehringweg 15 (Lage)                                                                                                | O   | Siedlungsbau                                              |                                                                     | 1928/29        | Berg & Paasche (Berg, Willy/Paasche, Max) | 31208    |                |
| 28220 | Mehringweg 17 (Lage)                                                                                                | O   | Siedlungsbau                                              |                                                                     | 1928/29        | Berg & Paasche (Berg, Willy/Paasche, Max) | 31208    |                |
| 28223 | Mehringweg 19 (Lage)                                                                                                | O   | Siedlungsbau                                              |                                                                     | 1928/29        | Berg & Paasche (Berg, Willy/Paasche, Max) | 31208    |                |